# Zeuxidia mesilauensis
Zeuxidia mesilauensis är en fjärilsart som beskrevs av Barlow, Banks och Holloway 1971. Zeuxidia mesilauensis ingår i släktet Zeuxidia och familjen praktfjärilar. Inga underarter finns listade i Catalogue of Life.